# Mortimere
Der Mortimere ist ein See im Lake District, Cumbria, England.
Der Mortimere ist ein künstlicher See, der in den 1960er Jahren von Mike Mortimere dem Leiter des Biologielehrzentrums Brathay Hall Field Study Centre südlich von Ambleside zu Studienzwecken angelegt wurde, indem ein bereits existierender Teich vergrößert wurde. Nach dem Tod von Martin Mortimere wurde der See ihm zu Ehren benannt.
Der See hat keinen erkennbaren Zu- oder Abfluss.